# Indo-Pacifik

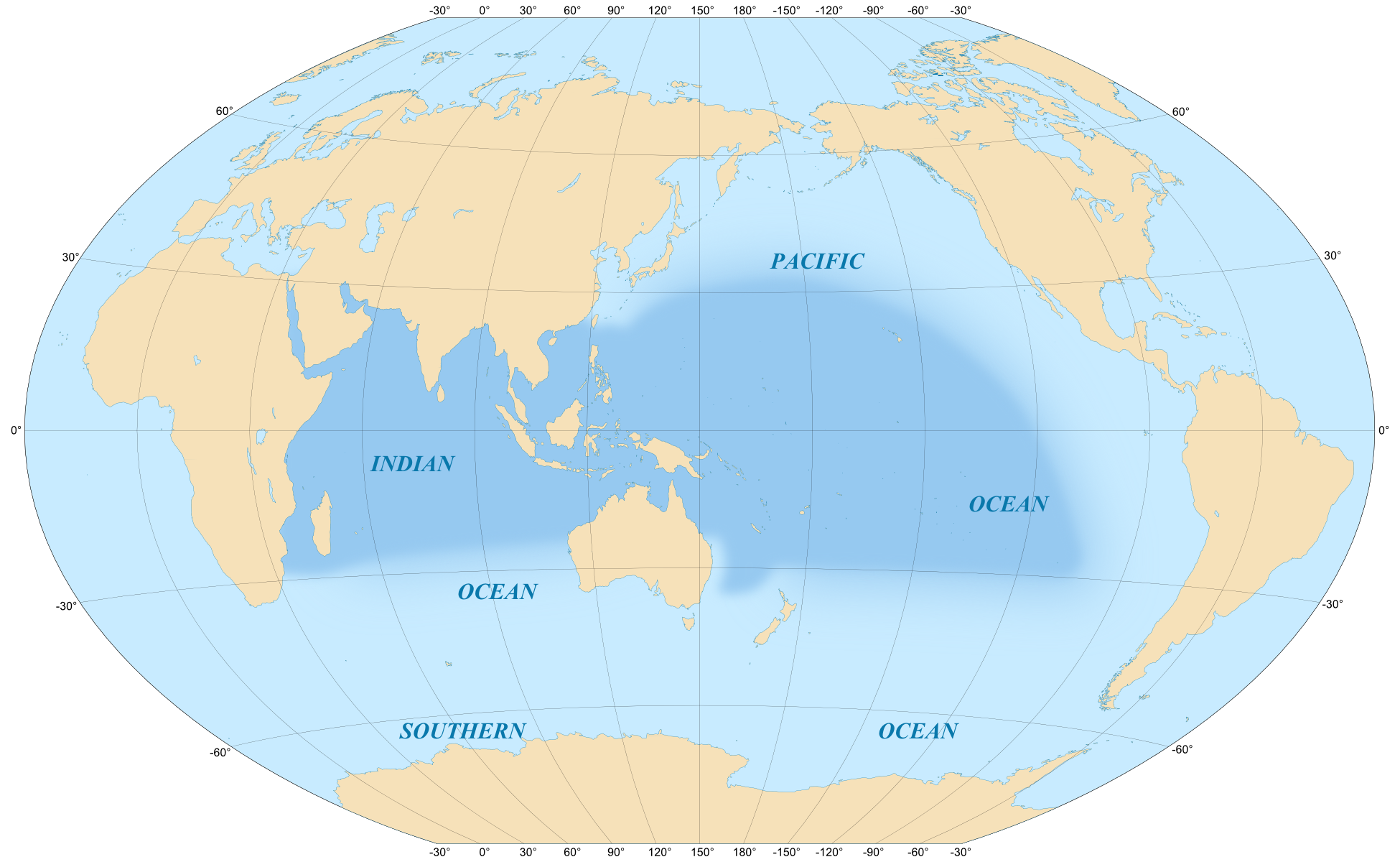
Oblast Indo-pacifického regionu

Indo-Pacifik je biogeografický region moří na Zemi, zahrnující tropické vody Indického oceánu, západní a centrální Tichý oceán a moře spojující oba tyto oceány, všeobecně se jedná o oblast Indonésie. Nezahrnuje regiony mírného pásu a polární regiony Indického a Tichého oceánu, a Tropický Východní Pacifik spolu s tichomořským pobřežím Ameriky je také rozdílnou mořskou oblastí.
Tento termín je obzvláště užitečný v mořské biologii, ichtyologii a příbuzných oborech, zatímco mnoho mořských lokalit je postupně spojeno od Madagaskaru po Japonsko a Oceánii a mnoho druhů žije v tomto pásmu, ale nenalezneme je v Atlantském oceánu.

## Členění
Světový fond na ochranu přírody a institut Nature Conservancy rozděluje Indo-Pacifik do tří oblastí (nebo podoblastí) a každou z nich ještě zvlášť do mořských provincií.

### Západní Indo-Pacifik
Oblast Západního Indo-Pacifiku zahrnuje západní a střední část Indického oceánu, včetně východního pobřeží Afriky, Rudé moře, Adenský záliv, Perský záliv, Arabské moře, Bengálský záliv a Andamanské moře.

### Centrální Indo-Pacifik
Centrální Indo-Pacifik zahrnuje několik moří a průlivů spojujících Indický a Tichý oceán, včetně moří obklopujících Indonéské souostroví s výjimkou severozápadního pobřeží Sumatry, které je součástí Západního Indo-Pacifiku), Jihočínského moře, Filipínského moře, severního pobřeží Austrálie a moří obklopujících Novou Guineu, západní a centrální Mikronésii, Novou Kaledonii, Šalomounovy ostrovy, Vanuatu, Fidži a Tongu. Centrální Indo-Pacifik, částečně díky jeho poloze na spojnici dvou oceánů, má největší rozmanitost korálů.

### Východní Indo-Pacifik
Východní Indo-Pacifik obklopuje většinou vulkánové ostrovy centrálního Tichého oceánu, rozprostírající se od Marshallových ostrovů přes centrální a jihovýchodní Polynésii k Velikonočnímu ostrovu a Havaji.